# Абрамчук Вероніка Михайлівна
Вероніка Михайлівна Абрамчук (рум. Veronica Abramciuc; 5 березня 1958, село Петрушень, Ришканський район, Молдавська РСР) — депутат парламенту Молдови, колишній співголова Партії соціалістів Республіки Молдова.

## Біографія
Працювала начальником Управління зовнішніх зв'язків в мерії Кишинева, член двох Урядів Республіки Молдова, очолювала Департамент національних відносин при Уряді (1995—1999 роки).
Кандидат на Пост Президента Республіки Молдова у 1996 році.
Обрана депутатом парламенту Молдови за списками Партії комуністів Республіки Молдова на парламентських виборах квітня 2009, липня 2009 і 2010 року.
4 листопада 2011 року разом з депутатами парламенту від фракції Партії комуністів Ігорем Додоном і Зінаїдою Гречаною покинула фракцію комуністів в парламенті.
18 листопада 2011 року створила в парламенті Молдови фракцію соціалістів, в яку увійшли три депутати, що залишили Партію комуністів 4 листопада 2011 року.